# Antepenultimate
Antepenultimate – ósma płyta Kasi Kowalskiej, wydana 10 listopada 2008 roku.
6 listopada 2009 została wydana reedycja płyty, a 13 listopada 2009 roku została wydana specjalna edycja Antepenultimate, wzbogacona o dodatkową płytę z materiałami audio-video i galerię zdjęć.
Nagrania uzyskały status platynowej płyty.

## Lista utworów
1. "Miłość, trzeźwość i pokora" (muz. J. Runowski, sł. K. Kowalska) – 4:04
2. "Baby blues" (muz. J. Runowski, sł. K. Kowalska) – 4:26
3. "A Ty, czego chcesz?" (muz. J. Runowski, sł. K. Kowalska) – 3:42
4. "Jak słońca promień" (muz. A. Krylik, sł. K. Kowalska) – 3:51
5. "Jeden dzień szczęścia" (muz. J. Runowski, sł. K. Kowalska) – 4:56
6. "Niewzruszony" (muz. K. Rose, T. Lassen, sł. K. Kowalska) – 3:41
7. "Maskarada" (muz. J. Runowski, J. Wąsowski, sł. K. Kowalska) – 3:46
8. "Anhedonia" (muz. J. Runowski, sł. K. Kowalska) – 2:50
9. "Spowiedź" (muz. J. Runowski, sł. K. Kowalska) – 3:12
10. "Dlaczego nie!" (muz. J. Runowski, sł. K. Kowalska) – 4:33
11. "Pętla" (muz. J. Runowski, sł. K. Kowalska) – 7:01

## Listy przebojów
| Data premiery | Tytuł                      | Pozycje | Pozycje   | Pozycje                            | Pozycje    | Pozycje          | Pozycje                              | Pozycje                     | Pozycje        | Pozycje |
| Data premiery | Tytuł                      | RMF FM  | Radio ZET | Lista Przebojów Programu Trzeciego | Radio WAWA | Radio Dla Ciebie | Lista Przebojów Radia Złote Przeboje | Szczecińska Lista Przebojów | Wietrzne Radio |         |
| ------------- | -------------------------- | ------- | --------- | ---------------------------------- | ---------- | ---------------- | ------------------------------------ | --------------------------- | -------------- | ------- |
| 2007          | Dlaczego nie!              | 1       | 1         | -                                  | 1          | 1                | -                                    | 8                           | 1              |         |
| 2008          | A Ty, czego chcesz?        | 1       | 6         | 50                                 | 1          | 26               | 32                                   | 6                           | 1              |         |
| 2009          | Miłość, trzeźwość i pokora | -       | -         | -                                  | -          | -                | -                                    | -                           | 1              |         |
| 2009          | Spowiedź                   | 1       | 1         | 41                                 | 1          | 1                | 26                                   | 1                           | 1              |         |
| 2009          | Maskarada                  | 2       | 1         | 39                                 | 1          | 1                | 21                                   | 2                           | 7              |         |
| 2010          | Baby blues                 | 1       | 2         | -                                  | 1          | 1                | 14                                   | -                           | 7              |         |

## Teledyski
Źródło.
- Dlaczego nie! (2007)
- A Ty, czego chcesz? (2008)
- Spowiedź (2009)

## Twórcy
Źródło.
- Ola (córka Kasi Kowalskiej) – głos
- Kasia Kowalska – wokal
- Jurek Runowski – gitary, produkcja muzyczna, programowanie, realizacja głosu Kasi, chórków, gitar i smyczków, organy Hammonda
- Krzysztof "Kmieta" Kmiecik – gitara basowa
- Marcin Kleiber – moog
- Marcin "Ułan" Ułanowski – perkusja
- Adam Krylik – chórki
- Daniel Wojsa – chórki
- Rafał Paczkowski – realizacja gitar, basu i bębnów
- Jasiek Kidawa - realizacja, mix
- Royal String Quartet - realizacja, instrumenty smyczkowe
- Ryszard Sygitowicz - gitary
- Adam Sztaba - fortepian

## Sprzedaż
| Lista | Kraj   | Pozycja |
| ----- | ------ | ------- |
| OLiS  | Polska | 2       |